# Старчевський Абрам Львович
Абрам Львович Старчевський (нар. 1897, Павлоград — пом. 1969, Москва) — український радянський графік, плакатист.

## Біографія
Народився у 1897 році в місті Павлограді (тепер Дніпропетровська область, Україна) в багатодітній сім'ї робітника-швейника. 1916 року закінчив Одеське художнє училище. Брав участь у Громадянській війні на боці «червоних». З 1922 по 1937 рік працював у видавництвах і часописах Харкова.
Помер в Москві у 1969 році.

## Творчість
Створив велику серію політичних плакатів, виконував плакати на сільськогосподарську тематику, тему спорту та освіти. Серед робіт:
- «Зоря нового життя»;
- «Десять років Жовтня» (1927);
- «Боріться за дострокове виконання планів п'ятирічки» (1932);
- «Всесоюзна сільсько-господарська виставка 1939 року» (1939);
- «У майбутній країн соціалізму немає місця релігійному дурману» (1920—1930);
- «Зміцнюючи автодор — скріплюєш оборону СРСР» (1930-ті).

У 1932 році оформив відкриття Дніпрогесу.
Створював ілюстрації до художніх творів, дитячих книг, періодичних видань, зокрема до книг:
- «Одеола — вождь Семінолів» Майн Ріда;
- «Бур'ян» Андрія Головка;
- «Земля обітована» Леоніда Первомайського.

Як ветеран громадянської війни, брав участь в двох виставках художників-ветеранів війни, які відбулися в Москві у 1966—1967 роках. У 1967 році пройшли чотири персональні виставки художника:
- в Москві:
  - в Будинку мистецтв;
  - у Палаці культури імені Горького;
- в Одесі в залах Спілки художників;
- в Павлограді.

Плакати художника зберігаються в фондах Російської державної бібліотеки, в приватній колекції в Лондоні.